# Episodi di Hell on Wheels (terza stagione)
La terza stagione della serie televisiva Hell on Wheels comprende dieci episodi.
La stagione seguirà come Cullen Bohannon abbandona la ricerca di vendetta per la morte della sua famiglia per continuare a guidare l'espansione a ovest della Union Pacific Railroad, mentre combatterà con Thomas "Doc" Durant per il controllo.
Il primo episodio è stato trasmesso in prima visione negli Stati Uniti dal canale via cavo AMC il 10 agosto 2013.
In Italia, la terza stagione è stata trasmessa in prima visione da Rai Movie dal 25 agosto al 22 settembre 2014.
| nº | Titolo originale      | Titolo italiano       | Prima TV USA      | Prima TV Italia   |
| -- | --------------------- | --------------------- | ----------------- | ----------------- |
| 1  | Big Bad Wolf          | Il lupo cattivo       | 10 agosto 2013    | 25 agosto 2014    |
| 2  | Eminent Domain        | Diritto di esproprio  | 10 agosto 2013    | 25 agosto 2014    |
| 3  | Range War             | La guerra dei pascoli | 17 agosto 2013    | 1º settembre 2014 |
| 4  | The Game              | La partita            | 24 agosto 2013    | 1º settembre 2014 |
| 5  | Searchers             | I sentieri selvaggi   | 31 agosto 2013    | 8 settembre 2014  |
| 6  | One Less Mule         | Un mulo in meno       | 7 settembre 2013  | 8 settembre 2014  |
| 7  | Cholera               | Colera                | 14 settembre 2013 | 15 settembre 2014 |
| 8  | It Happened in Boston | Accadde a Boston      | 21 settembre 2013 | 15 settembre 2014 |
| 9  | Fathers and Sins      | I peccati dei padri   | 28 settembre 2013 | 22 settembre 2014 |
| 10 | Get Behind the Mule   | Ritorno alla terra    | 5 ottobre 2013    | 22 settembre 2014 |